# Храстова сјајница
Храстова сјајница (лат. Ganoderma lucidum) је лековита гљива. Није јестива, јер је превише дрвенаста (за разлику од већине гљива које имају око 90% воде, она има око 75%) и нема неки нарочит укус.
Расте на храстовом дрвету (али и на пањевима других врста) током целе године.
На кинеском линг-џи значи света гљива. Гљива даје мали род у природним условима, па је у свету све више узгајају.

## Опис плодног тела
Плодно тело је вишегодишње, дрвенасто облика терасе ширине и до преко 50 цм. тамноцрвене нијансе са светлијом, белом ивицом до наранџастом ивицом. Доња површина (хименијум) је крем боје, на додир поприма тамнију боју. Дршка је 30×3 цм, тврда, сјајна, тамне боје. Месо је веома жилаво крем боје.

## Састав
Шешир гљиве садржи угљене хидрате, аминокиселине, малу количину протеина, неорганских јона, стероида, тритерпена, липида, алкалоида, затим гликозиде, кумарин гликозид, рибофлавин (Б2) и аскорбинску киселину (Ц). У дршци су нађени минерали: Mg, Ca, Zn, Mn, Fe, Cu и Ge. Осим бакра, сви ови минерали су нађени и у кожици шешира. У спорама има холина, бетаина, тетракозанске, стеаринске и палмитинске киселине, ергостерола и др. Наука још увек истражује ову гљиву. 

## Активни састојци
- ганодеричне киселине А, Б, Ц, Д (тритерпени), и олеинска киселина инхибирају ослобађање хистамина (антиалергијско деловање);
- непознати алкалоид и непознати полисахарид делују кардиотонично;
- непознати гликопротеин делује као инхибитор тумора;
- разни полисахариди, (ß-D-глукан, ГЛ-1, ФА, ФИ, ФИ-1а) имају имуностимулативно и антитуморно дејство;
- полисахарид ß-D-глукан D-6 повећава синтезу протеина и метаболизам нуклеинских киселина;
- протеин Линг-Зхи-8 има широк антиалергијски спектар и делује као имуномодулатор;
- стероид ганодостерон и тритерпени Р, С делују антихепатотоксично;
- тритерпени Б, Д, Ф, Х, К, С, Y и тритерпен ганодермадиол делују на снижење крвног притиска;
- тритерпен ганодермиèка киселина делује као инхибитор синтезе холестерола.

## Примена
Данас се у свету производе многи препарати од ове гљиве. Користи се код лечења алергија, астме, код бактеријских и вирусних инфекција, као тоник за јетру и бубреге, као помоћно средство у лечењу разних тумора, за снижавање холестерола и крвног притиска и опште јачање имунитета.
У кућној апотеци се може користити као декокт или уситњена и самлевена у меду. Декокт се у случају превентиве и мањих здравствених сметњи прави у размери 10 г суве гљиве на 2 дл воде дневно и користи током краћег периода. У случају акутних бактеријских или вирусних инфекција, доза се може за кратко повећати на 30 г дневно, а код тумора се препоручују дневне дозе од 30 до 100 г. Ове високе дозе треба веома опрезно примењивати, јер веома брзо долази до пада крвног притиска, што је главна контраиндикација код примене ове гљиве. Утврђено је да само зрела плодна тела имају све неопходне лековите састојке у довољним количинама. Зато је препорука да се млада и незрела плодна тела не користе у сврху лечења. Једном плодном телу је потребно 30-60 дана да сасвим сазри и тек тада је спремно за употребу.
За лечење хронично повишеног холестерола и крвног притиска препоручује се дуга терапија са трајањем 6-9 месеци са 10 г суве гљиве дневно. Пацијенти који узимају упоредо и лекове морају бити веома опрезни, јер је могућ нагли пад крвног притиска након извесног времена. Преписану лекарску терапију није пожељно одбацити у тренутку када се почне додатно лечење гљивом, него је након извесног времена уз сталне контроле код кардиолога, треба смањивати и лагано повлачити из употребе.
Може се користити и као антидот у случају тровања гљивама, тада се користи декокт од 120-200 г суве гљиве и та количина се пије 2-3 дана 3-5 шоља дневно.
Слична дејства и примену имају и остале гљиве овога рода, познате као гљиве Ганодерма комплекса. Код нас је веома честа, нарочито у планинском појасу Ganoderma Applanatum. Њено месо је тврђе и теже ју је уситнити. Зато је боља за прављење декокта него за остављање у меду.

## Слике
- млади примерак
- млади примерак
- тек избио изданак